# American Symphony
American Symphony is een Amerikaanse documentaire uit 2023 onder regie van Matthew Heineman. Hij volgt een jaar uit het leven van muzikant Jon Batiste, zijn muzikale carrière en de strijd van zijn vrouw tegen leukemie. 

## Release en ontvangst
De film ging op 31 augustus 2023 in première op het Filmfestival van Telluride en werd later op 29 november 2023 wereldwijd uitgebracht op Netflix. De film ontving lovende recensies en werd genomineerd voor de Oscar voor beste originele nummer voor het nummer It Never Went Away geschreven door Batiste en Dan Wilson.

## Prijzen en nominaties
De belangrijkste:
| Jaar | Prijs                       | Categorie              | Genomineerde(n)                                                           | Uitslag     |
| ---- | --------------------------- | ---------------------- | ------------------------------------------------------------------------- | ----------- |
| 2024 | British Academy Film Awards | Beste documentaire     | Beste documentaire                                                        | Genomineerd |
| 2024 | Academy Awards              | Beste originele nummer | Batiste en Dan Wilson (It Never Went Away)                                | Genomineerd |
| 2024 | Satellite Awards            | Beste documentaire     | Beste documentaire                                                        | Genomineerd |
| 2024 | Satellite Awards            | Beste filmsong         | Batiste en Dan Wilson (It Never Went Away)                                | Genomineerd |
| 2024 | Satellite Awards            | Beste geluid           | Tristan Baylis, Ryan Collison, Tom Paul, Matt Snedecor en William Tzouris | Genomineerd |